# Gumbe
Le Gumbe ou Goumbé est un style musical très rythmé typiquement originaire de la Guinée-Bissau. Il est également écouté au Sénégal, au Cap-Vert, en Gambie, en Angola ainsi qu’au Portugal. D’origine animiste, ce genre est né de la jonction de certains rythmes traditionnels tels que Tina, Tinga, Brocxa, Kussundé (de l'ethnie Balanta), Djambadon (Mandinga) et Kunderé (Bijagós). À la fois entraînante et chaleureuse, le goumbé (ou gumbe) de la Guinée-Bissau est aussi un chant dédié aux génies tutélaires. Il accompagne tous les évènements de la vie sociale (naissance, mariage, décès, circoncision…). C’est aussi un moyen de communication entre deux villages rapprochés,.
À travers le temps et tout comme plusieurs autres pays de la communauté PALOP, la Guinée-Bissau a subi une influence musicale significative du Portugal ( fado), mais aussi de certains genres musicaux d’Amérique latine tels que la Rumba ou la Cumbia . Le Gumbé n'est devenu populaire que lorsqu'Ernesto Dabó a produit à Lisbonne le thème M'Ba Bolama. Les chansons de ce style sont chantées en Criolou, en portugais ou dans certaines langues ethniques (ex: le mandjaque, le pepel ou le balanta), leurs paroles font généralement référence à un sujet social, aux relations amicales ou amoureuses, et parfois même aux questions politiques. 